# Milan Neralić
Milan Neralić, född 26 februari 1875 i Slunj, död 17 februari 1918, var en österrikisk fäktare.
Neralić blev olympisk bronsmedaljör i sabel vid sommarspelen 1900 i Paris.